# Prades (Pirineos Orientales)
Prades (en catalán Prada de Conflent o simplemente Prada) es una localidad francesa situada en el departamento de Pirineos Orientales. Es la capital histórica del condado catalán medieval del Conflent, así como de la comarca histórica homónima. Tiene una población de 6.356 habitantes (2007).

## Geografía
El municipio ocupa buena parte de la depresión de Prades, en el recorrido del río Têt y al pie del macizo del Canigó.

## Historia
Capital histórica del condado catalán medieval del Conflent, en sus inmediaciones, en la villa de Riá, nació según la tradición Wifredo el Velloso, el primer conde de Barcelona que pudo transmitir hereditariamente su título a sus descendientes (hasta entonces, el conde era elegido por la corte carolingia). Fue cedida por España a Francia en 1659 con el resto de los territorios catalanes al norte de los Pirineos como fruto de la Paz de los Pirineos. Formó parte de la provincia del Rosellón y, posteriormente, del departamento de Pirineos Orientales.
Pau Casals y Pompeu Fabra, como otros exiliados republicanos españoles, encontraron refugio en Prades tras el fin de la guerra civil española. El músico catalán fue el impulsor de la creación en 1950 de un festival anual de música que se conoce con su mismo nombre.
Todos los veranos, desde 1968, también se celebra aquí la Universidad Catalana de Verano.

## Demografía
| 5 676 | 5 937 | 6 448 | 6 100 | 6 009 | 5 800 |
| Para los censos de 1962 a 1999 la población legal corresponde a la población sin duplicidades (Fuente: INSEE [Consultar]) |       |       |       |       |       |

## Ciudades hermanadas
- Ripoll (España)
- Lousã (Portugal)
- Kitzingen (Alemania)
- El Vendrell ( España)